# Aphanes andicola
Aphanes andicola är en rosväxtart som beskrevs av Werner Hugo Paul Rothmaler. Aphanes andicola ingår i släktet jungfrukammar, och familjen rosväxter. Inga underarter finns listade i Catalogue of Life.